# Flash Gordon Conquers the Universe

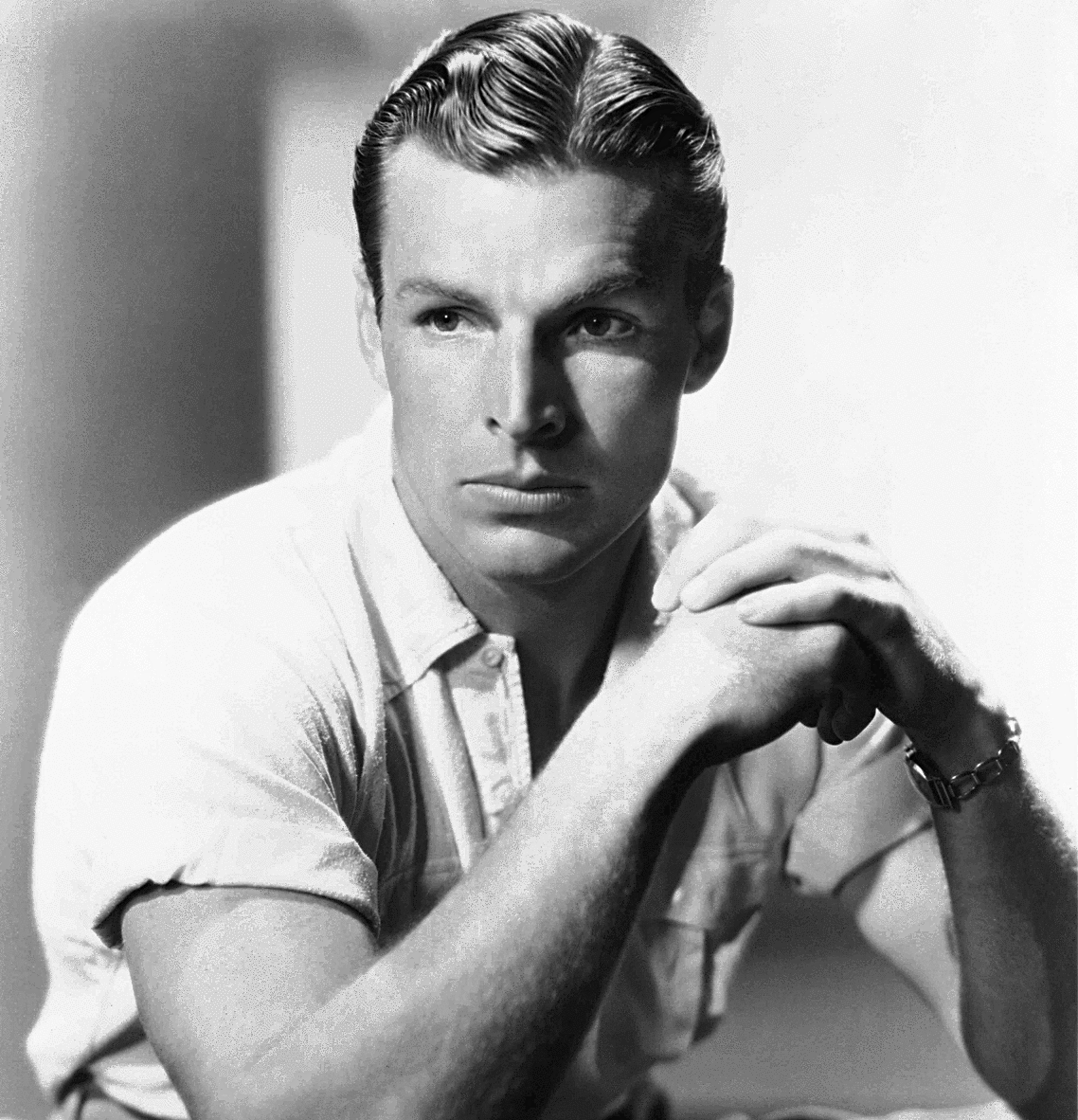
Buster Crabbe, intérprete de Flash Gordon nos três seriados da Universal Pictures.

Flash Gordon Conquers the Universe é um seriado estadunidense de 1940, gênero ficção científica, dirigido por Ford Beebe e Ray Taylor, em 12 capítulos, estrelado por Buster Crabbe, Carol Hughes e Charles B. Middleton. Foi produzido e distribuído pela Universal Pictures, e veiculou nos cinemas estadunidenses a partir de 9 de abril de 1940.
Baseado nas histórias em quadrinhos sobre Flash Gordon, foi o terceiro dos três seriados feitos sobre o personagem entre 1936 e 1940. Foi uma sequência de Flash Gordon de 1936 e Flash Gordon's Trip to Mars de 1938. Foram mantidos dois dos atores principais dos seriados anteriores, Buster Crabbe como Flash Gordon, e Charles B. Middleton como Ming o Impiedoso, porém os outros atores foram mudados.
Na década de 1950, foi retransmitido pela televisão estadunidense sob o título Space Soldiers Conquer the Universe.
Em 1966 Flash Gordon Conquers the Universe foi re-editado novamente, desta vez em dois filmes de longa-metragem para distribuição de televisão, Purple Death from Outer Space e Perils from the Planet Mongo.
Na década de 1950, os três seriados sobre Flash Gordon foram transmitidos pela televisão estadunidense. Para evitar confusão com a série de televisão sobre Flash Gordon veiculada na mesma época, os seriados receberam novos títulos, respectivamente Space Soldiers, Space Soldiers' Trip to Mars e Space Soldiers Conquer the Universe. Em meados da década de 70, foram mostrados por estações de PBS, trazendo Flash Gordon para uma nova geração, dois anos antes de Star Wars e Close Encounters of the Third Kind, reavivando o interesse pela ficção científica.
A versão televisiva reeditada, com o título  Flash Gordon - Space Soldiers Conquer the Universe foi usada em versões em VHS e DVD.

## Sinopse
Uma epidemia mortal devasta a terra, conhecida como a “Morte Púrpura”, deixando muitas vítimas. Ming o Impiedoso é suspeito de estar por trás da praga e se descobre que suas naves espaciais têm deixado cair a “Poeira da Morte” na atmosfera da terra. Flash Gordon, juntamente com Dr. Alexis Zarkov e Dale Arden, é enviado para o Planeta Mongo, para encontrar uma possível cura para a epidemia.
Eles encontram o antídoto, denominado polarite, no Reino de Frigia. Flash e Zarkov distribuem o antídoto através do mesmo caminho onde foi distribuída a Poeira da Morte. Ming envia um exército de robôs-bombas, e consegue capturar Zarkov por um curto período de tempo antes de Flash liberá-lo. O trio continua a batalha contra Ming e seus aliados.
Capitão Torch é o vilão principal do seriado, e é responsável por parar os terráqueos. Ming é preso em uma torre, e um foguete carregado com polarite atômica é enviado contra ele. Príncipe Barin toma seu lugar de direito como governante de Mongo. As últimas palavras de Ming são: "I am the universe!". Zarkov anuncia, então, que Flash Gordon conquistou o universo.

## Elenco
- Buster Crabbe … Flash Gordon
- Carol Hughes … Dale Arden
- Frank Shannon … Dr. Alexis Zarkov
- Charles B. Middleton … Ming o Impiedoso. Ming é retratado como um ditador militar neste seriado, ao invés de Fu Manchu ou diabo como nos dois seriados de Flash Gordon anteriores.[3]
- Roland Drew … Príncipe Barin
- Shirley Deane as Princesa Aura
- Donald Curtis … Capitão Ronal
- Lee Powell … Roka
- Ron Rowan … Oficial Torch
- Victor Zimmerman … Oficial Thong
- Anne Gwynne … Lady Sonja
- Edgar Edwards … Capitão Turan
- William Royale … Capitão Sudan
- Sigurd Nilssen … Conde Korro
- Luli Deste … Rainha Fria
- Michael Mark … Professor Karm
- Byron Foulger … Professor Druk
- Ray Mala … Príncipe do Rock People
- Jean Brooks ... Olga (não-creditada)
- Tom Chatterton ... Professor Arden (cap. 1 e 4)

## Produção

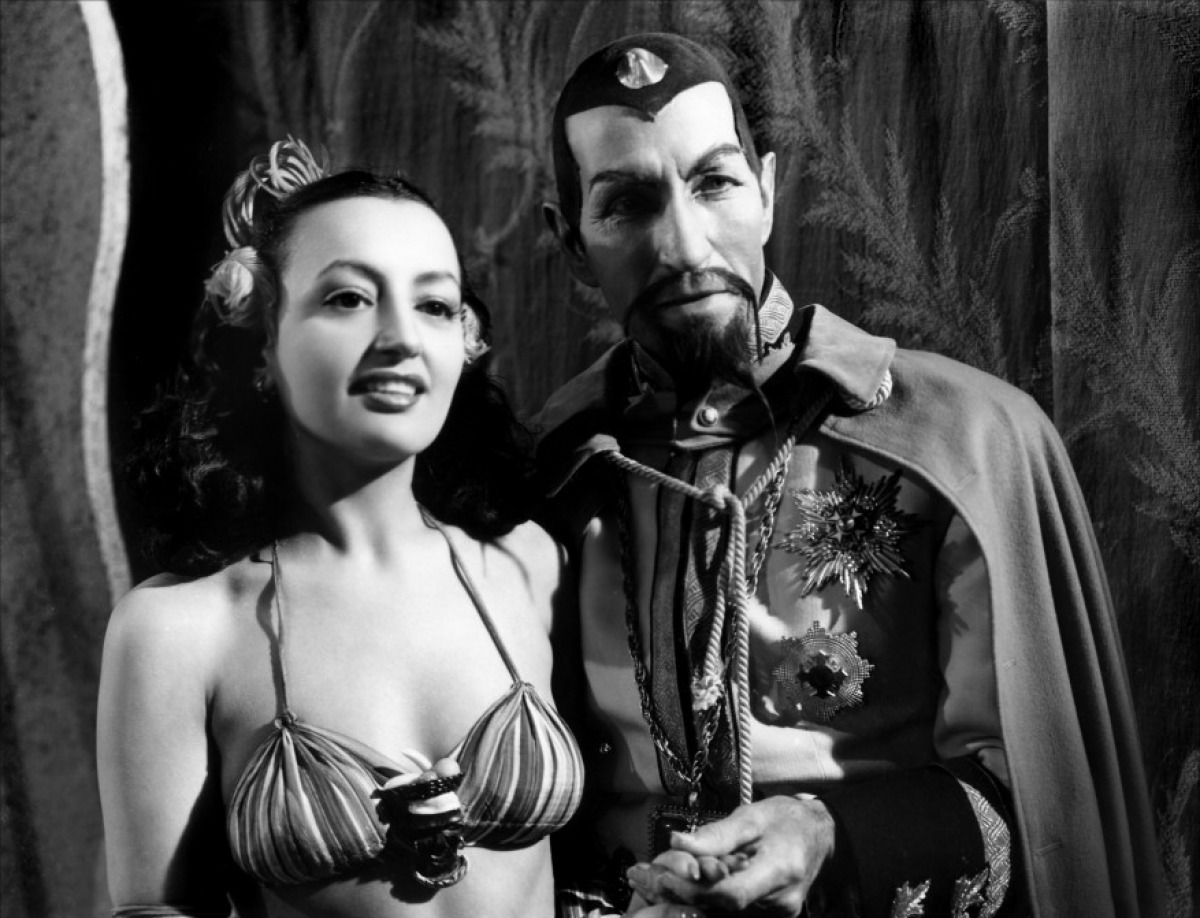
Shirley Deane e Charles Middleton em cena de veiculação do seriado.

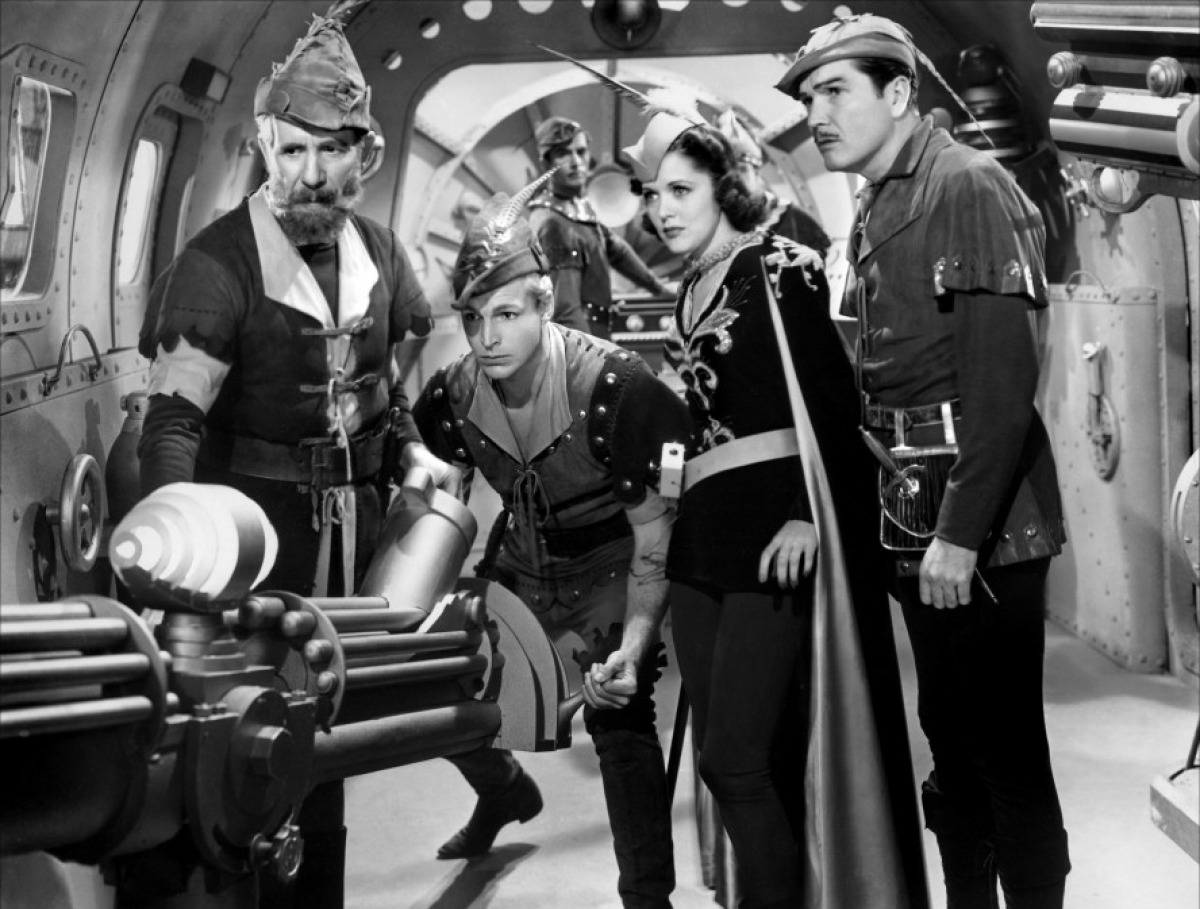
Cena promocional de Flash Gordon Conquers the Universe, apresentando Frank Shannon, Buster Crabbe, Carol Hughes e Roland Drew.

Muitos detalhes da trama vieram do seriado anterior, Flash Gordon's Trip to Mars.
A “Câmara dos Experimentos da Poeira da Morte” foi usada anteriormente no seriado Buck Rogers. Um artifício usado pela Universal para poupar dinheiro foi tomar algumas emocionantes cenas de alpinismo e o resgate de cenas do filme alemão White Hell of Pitz Palu, de 1930) e a música também. Também foram utilizadas cenas do musical Just Imagine (1930).
Jean Rogers que interpretara Dale Arden nos dois seriados anteriores, foi contratada pela 20th Century Fox, sendo substituída pela estrela recém-contratada pela Universal, Carol Hughes.

### Televisão
Na década de 1950, os três seriados sobre Flash Gordon foram transmitidos pela televisão estadunidense. Para evitar confusão com a série de televisão sobre Flash Gordon veiculada na mesma época, os seriados receberam novos títulos, respectivamente Space Soldiers, Space Soldiers' Trip to Mars e Space Soldiers Conquer the Universe. Em meados da década de 70, foram mostrados por estações de PBS, trazendo Flash Gordon para uma nova geração, dois anos antes de Star Wars e Close Encounters of the Third Kind, reavivando o interesse pela ficção científica.
Uma versão reeditada para televisão denominada Flash Gordon - Space Soldiers Conquer the Universe, foi realizada em VHS e DVD do seriado.

## Recepção crítica
De acordo com Harmon e Glut, Flash Gordon Conquers the Universe " foi o mais pitoresco da trilogia, mas rendeu muito charme convincente pela sua sofisticação cinematográfica".

## Capítulos
1. The Purple Death
2. Freezing Torture
3. Walking Bombs
4. The Destroying Ray
5. The Palace of Horror
6. Flaming Death
7. The Land of the Dead
8. The Fiery Abyss
9. The Pool of Peril
10. The Death Mist
11. Stark Treachery
12. Doom of the Dictator

Fonte: